# 아들나라
"아들나라"는 1991년에 개봉한 대한민국의 영화이다.

## 캐스팅
- 엄도일 : 정일 역
- 신혜수 : 지숙 역
- 최윤석
- 민복기
- 왕용
- 장춘언
- 장철
- 홍주희
- 정세혁
- 이계영
- 홍윤정
- 박예숙
- 김정식
- 박세범
- 송금식
- 박충길
- 김태흥
- 황인조
- 장택보
- 홍성찬
- 김윤민
- 김두홍
- 최강원
- 이영옥 (특별출연)